# Déri Tibor (politikus)
Déri Tibor (Eger, 1985 –) magyar politikus, tanár, megújuló energetikai és környezetvédelmi szakember. A 2018-as országgyűlési választásokon a Momentum Mozgalom képviselőjelöltje volt, a 2019-es önkormányzati választáson aratott győzelmével Budapest IV. kerületének (Újpest) polgármestere. 2022-es pártváltása óta a Demokratikus Koalíció tagja.

## Családi háttere
Újpesten él. Házas, három gyermeke van.

## Szakmai életútja
Tanulmányait a Debreceni Egyetemen végezte, földrajz-környezettan szakos középiskolai tanár szakon, majd megszerezte a megújuló energetikai szakember képesítést is. Szakdolgozatának témája a nagyteljesítményű szélerőművek lehetséges magyarországi alkalmazása.
2009-től 2013-ig az E.ON Hungária Zrt. környezetvédelmi munkatársa volt. 2019. júliusáig a fenntartható megoldásokkal foglalkozó denkstatt Hungary Kft. tanácsadója volt.

## A politikában
A Momentum Mozgalomhoz saját bevallása szerint kiábrándult Fidesz-szavazóként csatlakozott. A Momentum őt indította a 2018-as országgyűlési választáson Heves megye 3. számú egyéni választókerületében.
A 2018. decemberi kormányellenes tüntetéssorozat során részt vett az újpesti ellenzéki tüntetés szervezésében.
Déri kezdeményezte, hogy a 2019-es önkormányzati választásokra az újpesti ellenzék közös jelöltet találjon a polgármesterként újra induló Wintermantel Zsolttal szemben. A 2019-as megállapodáson, melyet az MSZP-P, a DK és a Momentum kötött, a pártok Szalma Botond volt KDNP-s képviselőt nevezték meg közös jelöltnek. Őt az újpesti Momentum-alapszervezet elnökeként Déri is támogatta.
Szalma magánéleti okokból történt, 2019. márciusi visszalépése után a közös ellenzéki polgármesterjelölt Déri lett.
Déri 2022. szeptember 5-én családi okokra hivatkozva tájékoztatta a hatpárti frakciót, hogy nem indul a 2024-es önkormányzati választáson. Később, szeptember 9-én ezt a hírt Facebook oldalán is megerősítette. A Momentum Mozgalom közölte, hogy a bejelentés a párt vezetésének jóváhagyása nélkül történt meg, így Déri párttagságát felfüggesztették.
2022. október 19-én bejelentette, hogy kilépett a Momentum Mozgalomból, és átült a Demokratikus Koalíció frakciójába.
A 2024-es önkormányzati választáson egyéni képviselőjelöltként indult el Káposztásmegyer II. lakótelepen. A június 9-én tartott választáson 51%-al megnyerte a körzetet, így októbertől önkormányzati képviselő lesz.

## Helyi önkormányzati választások, 2019
- 2019: 1. Déri Tibor (Momentum, DK, MSZP, PM, LMP) (50,50%) – 2. Wintermantel Zsolt (FIDESZ-KDNP)  (45,70%) – 3. Pajor Tibor (Mi Hazánk) (2,23%) – 4.Horváth Imre (ÚPK) (1,56%)